# La Revanche de Frankenstein
Série
Frankenstein s'est échappé
(1957) L'Empreinte de Frankenstein
(1964)
Pour plus de détails, voir Fiche technique et Distribution.
La Revanche de Frankenstein (The Revenge of Frankenstein) est un film britannique réalisé par Terence Fisher, sorti en 1958.

## Synopsis

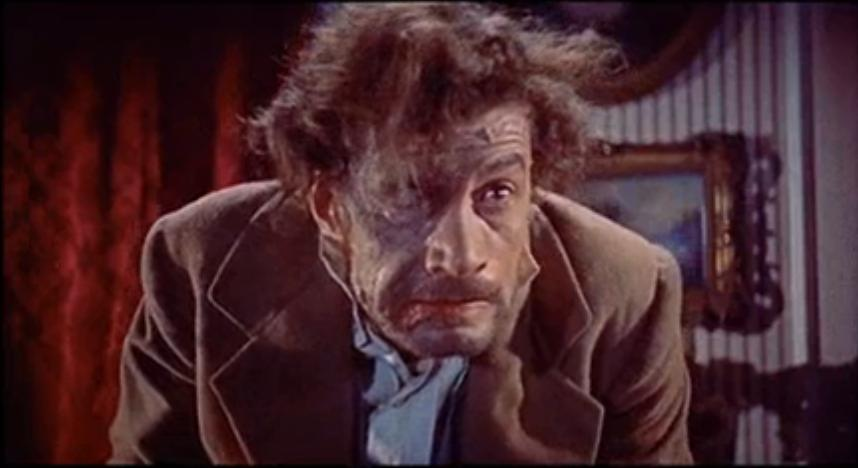
Michael Gwynn dans le rôle de Karl.

Victor Frankenstein échappe à la mort par guillotine. On le retrouve plus tard en Allemagne où il continue ses travaux.

## Fiche technique
- Réalisation : Terence Fisher

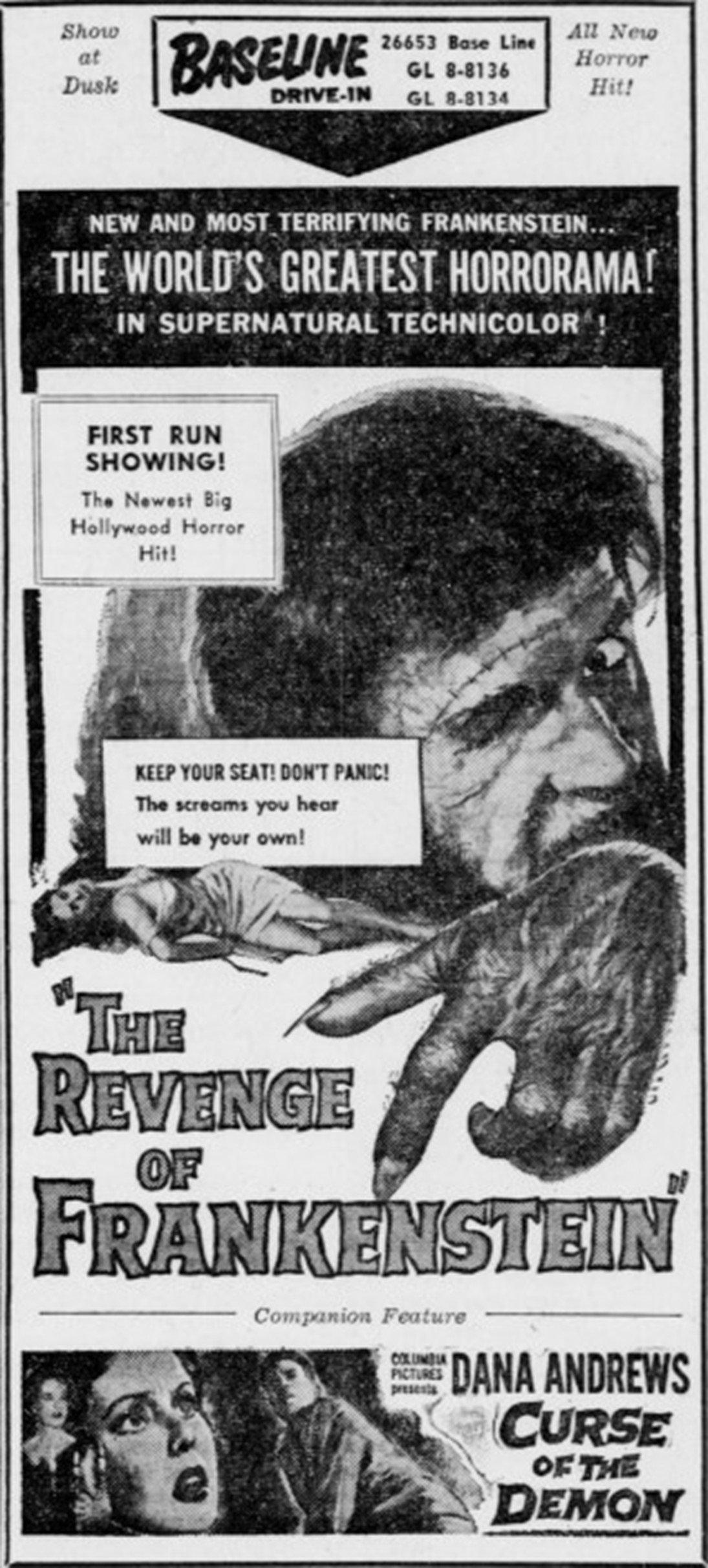
Affiche du film dans un Drive-In américain.

- Scénario : Jimmy Sangster d'après Mary Shelley
- Décors : Bernard Robinson
- Costumes : Bernard Robinson
- Photographie : Jack Asher
- Montage : Alfred Cox
- Musique : Leonard Salzedo
- Production : Anthony Hinds, Anthony Nelson Keys et Michael Carreras
- Sociétés de production : Hammer Film Productions
- Société de distribution : Columbia Pictures
- Durée : 89 minutes
- Langue : anglais
- Affiche : Boris Grinsson (France)

## Distribution
Légende : 1er doublage, 2e doublage
- Peter Cushing (VF : Gérard Férat, Bernard Alane) : Docteur Victor Stein
- Francis Matthews (VF : Jacques Toja, Bernard Gabay) : Docteur Hans Kleve
- Oscar Quitak : Karl, l'infirme
- Michael Gwynn (VF : Roger Rudel, Philippe Bellay) : Karl, la créature
- Eunice Gayson (VF : Rolande Forest, Anne Rondeleux) : Margaret
- Charles Lloyd Pack (VF : Daniel Brémont) : président du conseil des médecins
- Arnold Diamond (VF : Michel Prud'homme) : Molke, membre du conseil des médecins
- John Welsh (en) (VF : Remy Darcy) : Bergman, membre du conseil des médecins
- Richard Wordsworth : le patient debout
- George Woodbridge (VF : Marcel Painvin) : le concierge
- John Stuart : l'inspecteur
- Margery Cresley (VF : Louison Roblin) : la comtesse Barscynska
- Anna Walmsley : Vera Barscynska
- Lionel Jeffries (VF : André Valmy, Jean-Claude Donda) : Fritz, qui ouvre le cercueil de Frankenstein
- Michael Ripper : Kurt, l'ami de Fritz

## Autour du film
- Le film sera un semi-échec au box-office anglais et américain en 1958, ce qui poussera momentanément les producteurs à stopper l'idée d'une nouvelle suite. Ainsi, ne reverra-t-on Frankenstein que dans L'Empreinte de Frankenstein en 1964, réalisé par Freddie Francis. Ce nouvel opus n'entretiendra aucun lien avec les films mis en scène par Terence Fisher, mais présentera à nouveau Peter Cushing dans le rôle du docteur.
- En France, le film marchera correctement (pour une production considérée à l'époque comme ultra-violente) et totalisera 455 241 entrées, soit un résultat en baisse par rapport au précédent film.

## Cycle Frankenstein de la Hammer
1. 1957 : Frankenstein s'est échappé (The Curse of Frankenstein), de Terence Fisher
2. 1958 : La Revanche de Frankenstein (The Revenge of Frankenstein), de Terence Fisher
3. 1964 : L'Empreinte de Frankenstein (The Evil of Frankenstein), de Freddie Francis
4. 1967 : Frankenstein créa la femme (Frankenstein Created Woman), de Terence Fisher
5. 1969 : Le Retour de Frankenstein (Frankenstein Must Be Destroyed), de Terence Fisher
6. 1970 : Les Horreurs de Frankenstein (The Horror of Frankenstein), de Jimmy Sangster
7. 1974 : Frankenstein et le monstre de l'enfer (Frankenstein and the Monster from Hell), de Terence Fisher